# NGC 1354
NGC 1354 est une galaxie lenticulaire située dans la constellation de l'Éridan. NGC 1354 a été découverte par l'astronome germano-britannique William Herschel en 1785.

## Caractéristiques
Sa vitesse par rapport au fond diffus cosmologique est de 1 664 ± 26 km/s, ce qui correspond à une distance de Hubble de 24,6 ± 1,8 Mpc (∼80,2 millions d'al).